# Diritti LGBT in Somalia
In Somalia l'omossessualità è illegale, in alcune zone del paese è tuttora vigente la pena di morte nei confronti delle persone LGBT.

## Storia del diritto penale somalo

### Dall'indipendenza
Nel 1964 entrò in vigore il nuovo codice penale nella Repubblica. Il codice affermava che "Chiunque abbia rapporti carnali con una persona dello stesso sesso sia punito, qualora l'atto non costituisca un crimine più grave, con una reclusione da tre mesi a tre anni. Quando l'atto commesso è un atto di lussuria differente da un rapporto carnale, la pena inflitta diminuisce di un terzo ».

### Repubblica di Somalia
Ai sensi dell'articolo 409 del codice penale somalo introdotto nel 1973 (tuttora vigente), un rapporto sessuale con una persona dello stesso sesso è punito con la reclusione da tre mesi a tre anni. Un "atto di lussuria" diverso dal rapporto sessuale è punito da due mesi a due anni di carcere. Ai sensi dell'articolo 410 del codice penale somalo, un provvedimento supplementare di sicurezza può accompagnare le sentenze per atti omosessuali, ciò consiste, di solito, nella sorveglianza da parte delle forze dell'ordine per impedire una qualunque azione recidiva, in alcune aree del paese vige la pena di morte per le persone LGBT.

## Tabella riassuntiva
| Attività e relazioni sessuali legali                         | (carcere o pena di morte) |
| Parità dell'età di consenso                                  | No                        |
| Leggi anti-discriminazione sul lavoro                        | No                        |
| Leggi anti-discriminazione nella fornitura di beni e servizi | No                        |
| Leggi anti-discriminazione in tutti gli altri settori        | No                        |
| Matrimonio egualitario                                       | No                        |
| Unione civile                                                | No                        |
| Adozione                                                     | No                        |
| Autorizzazione a prestare servizio nelle forze armate        | No                        |
| Diritto di cambiare legalmente sesso                         | No                        |
| Surrogazione di maternità                                    | No                        |
| Permessa la donazione di sangue per le persone omosessuali   | No                        |